# Parafia Narodzenia Najświętszej Maryi Panny w Brudzowicach
Parafia Narodzenia Najświętszej Maryi Panny w Brudzowicach – parafia rzymskokatolicka, znajdująca się w diecezji sosnowieckiej, w dekanacie XIV – św. Macieja Apostoła w Siewierzu.